# آمار جبری
آمار جبری استفاده از جبر برای پیشبرد آمار است. جبر برای طراحی آزمایشی ، تخمین پارامترها و آزمایش فرضیه مفید است. 
به طور سنتی ، آمار جبری با طراحی آزمایش ها و تجزیه و تحلیل چند متغیره (به خصوص سری های زمانی ) همراه بوده است. 
در سالهای اخیر ، از اصطلاح "آمار جبری" برای محدود کردن استفاده از هندسه جبری و جبر جابجایی برای بررسی مشکلات مربوط به متغیرهای تصادفی گسسته با فضاهای حالت محدود استفاده شده است. جبر جابجایی و هندسه جبری کاربردهایی در آمار دارند زیرا بسیاری از کلاسهای متداول از متغیرهای تصادفی گسسته می توانند به عنوان واریته جبری مشاهده شوند. 

## کاربرد هندسه جبری در نظریه یادگیری آماری
همچنین اخیراً هندسه جبری کاربردهایی در تئوری یادگیری آماری دارد ، از جمله عمومی سازی معیار اطلاعات Akaike به مدل های آماری مفرد . 